# Amara (Celia)
Amara (Celia) – podrodzaj rodzaju Amara, chrząszczy z  rodziny biegaczowatych i podrodziny Pterostichinae.

## Taksonomia
Takson opisał w 1832 roku Elwood Curtin Zimmerman. Gatunkiem typowym jest Harpalus bifrons Gyllenhal, 1810.

## Występowanie
Podrodzaj rozprzestrzeniony holarktycznie. Do fauny europejskiej należy 14 gatunków. W Polsce występuje 6 następujących:
- A. bifrons
- A. brunnea[a]
- A. praetransimissa[a]
- A. sabulosa
- A. saginata
- A.  infima

## Systematyka
Do tego podrodzaju należy 40 opisanych gatunków:
- Amara aberrans Baudi di Selva, 1864
- Amara arenaria Putzeys, 1865
- Amara aurata Dejean, 1828
- Amara bifrons (Gyllenhal, 1810)
- Amara brunnea Gyllenhal, 1810
- Amara californica Dejean, 1828
- Amara chihuahuae (Casey, 1918)
- Amara dickorei Hieke, 1995
- Amara exlineae Minsk et Hatch, 1939
- Amara fervida Coquerel, 1859
- Amara fujiii Tanaka, 1959
- Amara glabricollis Jedlicka, 1938
- Amara gobialtaica Hieke, 2000
- Amara hanhaica Tschitscherine, 1894
- Amara hannemanni Hieke, 1991
- Amara harpalina LeConte, 1855
- Amara idahoana (Casey, 1924)
- Amara infima Duftschmid, 1812
- Amara iturupensis Lafer, 1978
- Amara jucunda (Csiki, 1929)
- Amara kailasensis Hieke, 1997
- Amara laticarpa Bates, 1873
- Amara misella Miller, 1868
- Amara mixaltaica Hieke, 2000
- Amara montana Dejean, 1828
- Amara musculis (Say, 1823)
- Amara necinfima Hieke, 2000
- Amara praetermissa C.R. Sahlberg, 1827
- Amara pseudobrunnea Lindroth, 1968
- Amara rubrica Haldeman, 1843
- Amara rupicola C. Zimmermann, 1832
- Amara sabulosa Audinet-Serville, 1821
- Amara saginata Menetries, 1849
- Amara sichotana Lafer, 1978
- Amara sinuosa (Casey, 1918)
- Amara sollicita Pantel, 1888
- Amara tartariae Bates, 1878
- Amara texana (Putzeys, 1866)
- Amara viridescens Reitter, 1883
- Amara volatilis (Casey, 1918)